# Ångersjön, Östergötland
Ångersjön var en sjö, numera våtmark, i Finspångs kommun i Östergötland och ingår i Motala ströms huvudavrinningsområde.